# 릭 로먼
릭 로먼(Ric Roman, 1916년 9월 29일 ~ 2000년 8월 11일)은 미국의 배우, 텔레비전 배우이다.

## 영화
- 배트맨 - 66년 TV 시리즈 (1966년) - 노래교실 회원 역
- 네바다 스미스 (1966년)
- 선셋 77번가 (1958년)
- 열정의 무대 (1958년)
- 조로 (1957년)
- 베스트 씽스 인 라이프 알 프리 (1956년)
- 딜론 보안관 (1955년)
- 필사의 도망자 (1955년)
- 어바웃 미스터 레슬리 (1954년)
- 슈퍼맨 - 54년작 2 (1954년)
- 스케어드 스티프 (1953년)
- 빅 히트 (1953년)
- 론 레인저 - 49년 시리즈 (1949년)